# Milowski Potok
Milowski Potok (też: Milówki, Salomonka lub Salamonka) – potok w Beskidzie Żywieckim, prawobrzeżny dopływ Soły.
Źródła na wysokości od 840 m n.p.m. (pod Halą Boraczą) do 910 m n.p.m. (pod halą Cukiernica Wyżna). Spływa generalnie w kierunku zachodnio-północno-zachodnim. Jego długość wynosi 5,69 km, a jego zlewnia obejmuje południowe stoki masywu Prusowa i północne stoki masywu Suchej Góry. Uchodzi do Soły u stóp wzgórza Salomonka (553 m n.p.m.), powyżej centrum zabudowy Milówki, na wysokości ok. 453 m n.p.m.
Na większości długości potoku biegnie wzdłuż jego koryta ulica Turystyczna w Milówce oraz zielono  znakowany szlak turystyczny z Milówki na Halę Boraczą.